# Ex works
Las siglas EXW (acrónimo del término en inglés Ex Works, «en fábrica, lugar convenido») se refieren a un incoterm, o cláusula de comercio internacional, que se utiliza para operaciones de compraventa internacional. En su formulación contractual, el término EXW va seguido obligatoriamente del nombre del punto de entrega.

## Descripción del EXWIncoterms2010
Es el único término del «grupo E – Entrega directa a la salida». El vendedor deja la mercancía en su propia instalación en origen y el comprador debe gestionar el transporte hasta su destino. Es el incoterm que más obliga al comprador, incluso los trámites aduaneros de exportación son por cuenta del comprador.
La mercancía debe estar embalada y etiquetada, dispuesta para el medio de transporte elegido por el comprador. El comprador se hace cargo de todos los gastos desde el momento de la entrega, incluso de la carga en el vehículo que tenga previsto.

Significa que el vendedor cumple su obligación de entrega cuando pone la mercancía, en su propio establecimiento (fábrica, almacén, etc.), a disposición del comprador. 
Según las últimas modificaciones se podrá establecer en el contrato la obligación del vendedor de cargar la mercancía en el medio de transporte utilizado. Esta obligación se deberá establecer formalmente en el contrato.

Obligaciones del comprador
Cargar la mercancía en vehículos proporcionados por él mismo o de despacharla de aduana para la exportación, salvo acuerdo en contrario, correrá con todos los gastos (licencias, autorizaciones, formalidades, impuestos,...) y riesgos de tomar la mercancía del domicilio del comprador hacia el destino deseado, e incluso los de pérdida o daño que pueda sufrir la mercancía a partir del aviso del vendedor.
Reembolsará los gastos que haya realizado por el vendedor al prestar su ayuda en la obtención de documentos, permisos, etc. y efectuar el pago de la mercancía según lo estipulado.  

Obligaciones del vendedor
Suministrar la mercancía y la factura, o su equivalente mensaje electrónico, de conformidad con el contrato de venta y ponerla a su disposición en el lugar designado a la fecha estipulada, en caso contrario, en el lugar y fecha acostumbrados, con aviso suficiente al comprador. 
Prestará la ayuda que precise el comprador para obtener cualquier licencia, autorización, seguro, etc. Soportará todos los gastos (marcado, embalaje, peso,....),incluidos los riesgos de pérdida y daño, hasta que la mercancía no haya sido puesta a disposición del comprador.

## Uso del término EXW
En la práctica, la carga de la mercancía suele ser por cuenta y riesgo del vendedor ya que esta operación se realiza en sus instalaciones (dispone de maquinaria y recursos humanos para el manejo de la mercancía). Esto ocurre por desconocimiento de las obligaciones de comprador y vendedor que pactan un término EXW; el vendedor no debe asumir riesgos que no le corresponden.
El término EXW se adapta perfectamente a operaciones entre países que no deben realizar trámites aduaneros, porque existe libre circulación de mercancías entre ellos, (como la Unión Europea).
EXW se debe usar para carga completa porque una carga fraccionada implica que el punto de entrega de parte de la mercancía no es la fábrica del vendedor. Para carga fraccionada es más recomendable pactar el término FCA.